# Spare Parts (singolo)
Spare Parts è il quinto e ultimo singolo estratto da Tunnel of Love, l'ottavo album in studio del cantautore statunitense Bruce Springsteen. È stato pubblicato nell'ottobre del 1987, raggiungendo la posizione numero 28 della Mainstream Rock Songs. È inoltre entrato nella top 40 delle classifiche di Regno Unito, Irlanda e Svezia.

## Storia
Come gran parte dell'album Tunnel of Love, Spare Parts è stata registrata nello studio casalingo di Springsteen, chiamato Thrill Hill East, tra il gennaio e il maggio del 1987 con alcuni membri della E Street Band. Il pezzo dispone di una delle maggiori band di supporto utilizzate nell'album. In questa canzone, Springsteen ha suonato diversi strumenti ed è stato accompagnato dall'organo di Danny Federici, dalla batteria di Max Weinberg, dal basso di Garry Tallent e dall'armonica di James Wood (quest'ultimo come membro esterno all'E Street Band).
Spare Parts è la canzone rock più frizzante presente in Tunnel of Love, ma manca della delicatezza e della sobrietà che mette in evidenza la maggior parte dell'album, anche se il tema dell'amore come menzogna caratterizza la parte centrale del disco. Musicalmente, la canzone presenta una feroce, coinvolgente parte di chitarra e un propulsivo ritmo di batteria. I temi trattati nel testo includono l'alienazione e il terrore in amore. È una storia di responsabilità più che di amore. Nel complesso, la canzone si rivela straziante, tetra, abrasiva e tenace.
Il pungente testo della canzone racconta di una giovane madre che viene abbandonata dal suo amante, ricevendo nient'altro che vuote promesse. I primi versi sono stridenti, rivelando lo stato d'animo della donna: "Bobby said he'd pull out / Bobby stayed in / Janey had a baby / It wasn't any sin / They were set to marry on a summer's day / Bobby got scared and ran away" ("Bobby disse che si sarebbe tirato fuori / Bobby restò / Janey ebbe un bambino / non era peccato / Furono pronti a sposarsi in un giorno d'estate / Ma Bobby ebbe paura e fuggì"). Lei cerca di mantenere il bambino da sola, tanto da arrivare a scambiare l'anello d'oro e l'abito nuziale per del "good cold cash" (freddo e buon denaro). La donna sente parlare di un'altra giovane madre che ha commesso l'infanticidio, gettando il proprio pargolo nelle acque di un fiume. Nonostante valuti inizialmente l'idea di compiere la stessa cosa nei confronti di suo figlio, la donna alla fine accetta la propria responsabilità, decidendo di contro di battezzare il bambino.

## Video musicale
A differenza degli altri videoclip estratti dall'album Tunnel of Love, il video di Spare Parts non è stato diretto da Meiert Avis, ma da Carol Dodds. Il clip è stato girato dal vivo allo stadio Bramall Lane di Sheffield, in Inghilterra, durante un concerto del Tunnel of Love Express Tour il 9 luglio 1988.

## Tracce
7" Single CBS 652962-7
1. Spare Parts – 3:44
2. Spare Parts (Live at Sheffield, England, 9 luglio 1988) – 5:14

12" Single CBS 652962-6
1. Spare Parts – 3:44
2. Pink Cadillac – 3:32
3. Spare Parts (Live) – 5:13
4. Chimes of Freedom (Live) – 7:18

## Classifiche
| Classifica (1988)             | Posizione massima |
| ----------------------------- | ----------------- |
| Australia                     | 57                |
| Irlanda                       | 12                |
| Italia                        | 15                |
| Paesi Bassi                   | 78                |
| Regno Unito                   | 32                |
| Stati Uniti (mainstream rock) | 28                |
| Svezia                        | 16                |